# Muscari
Muscari Mill. è un genere di piante della famiglia delle Asparagacee.

## Descrizione
Comprende specie bulbose con infiorescenze disposte in spighe o racemi, tra l'azzurro e l'indaco. Tutte hanno in comune il bulbo tunicato e le foglie strette e lunghe fino a 30 cm.

Il nome di Muscari venne attribuito da C. Clusius, per il tenue profumo somigliante a quello del muschio di alcune specie.

## Tassonomia
Il genere comprende le seguenti specie:
- Muscari adilii M.B.Güner & H.Duman
- Muscari albiflorum Hosni
- Muscari alpanicum Schchian
- Muscari anatolicum Cowley & Özhatay
- Muscari armeniacum H.J.Veitch
- Muscari artvinense Demirci & E.Kaya
- Muscari atillae Yıldırım
- Muscari atlanticum Boiss. & Reut.
- Muscari aucheri Baker
- Muscari azureum Fenzl
- Muscari babachii Eker & Koyuncu
- Muscari baeticum Blanca, Ruíz Rejón & Suár.-Sant.
- Muscari bicolor Boiss.
- Muscari botryoides Mill.
- Muscari bourgaei Baker
- Muscari caucasicum Baker
- Muscari cazorlanum C.Soriano, Rivas Ponce, R.Lozano & Ruíz Rejón
- Muscari coeleste Fomin
- Muscari coeruleum Losinsk.
- Muscari commutatum Guss.
- Muscari comosum Mill.
- Muscari cycladicum P.H.Davis & D.C.Stuart
- Muscari discolor Boiss. & Hausskn.
- Muscari dolichanthum Woronow & Tron
- Muscari eburneum D.C.Stuart
- Muscari elmasii Yıldırım
- Muscari erdalii Özhatay & Demirci
- Muscari erzincanicum Eker
- Muscari fatmacereniae Eker
- Muscari fertile Ravenna
- Muscari filiforme Ravenna
- Muscari forniculatum Fomin
- Muscari ghouschtchiense Böhnert
- Muscari gussonei Nyman
- Muscari haradjianii Briq. ex Rech.f.
- Muscari heldreichii Boiss.
- Muscari hermonense Ravenna
- Muscari hierosolymitanum Ravenna
- Muscari inconstrictum Rech.f.
- Muscari inundatum Yıldırım & Eker
- Muscari kerkis Karlén
- Muscari kurdicum Maroofi
- Muscari latifolium J.Kirk
- Muscari lazulinum Ravenna
- Muscari longipes Boiss.
- Muscari longistylum Hosni
- Muscari macbeathianum Kit Tan
- Muscari maritimum Desf.
- Muscari massayanum C.Grunert
- Muscari matritense Ruíz Rejón, Pascual, C.Ruíz Rejón, Valdés & J.L.Oliv.
- Muscari microstomum P.H.Davis & D.C.Stuart
- Muscari mirum Speta
- Muscari muglaense Eker, H.Duman & Yıldırım
- Muscari nazimiyense Yıld. & Kılıç
- Muscari neglectum Guss. ex Ten.
- Muscari neumannii Böhnert
- Muscari olivetorum Blanca, Ruíz Rejón & Suár.-Sant.
- Muscari pallens Fisch.
- Muscari pamiryigidii Eker
- Muscari parviflorum Desf.
- Muscari pseudomuscari Wendelbo
- Muscari pseudopallens Eker, Yıldırım & Armağan
- Muscari pulchellum Heldr. & Sartori ex Boiss.
- Muscari sabihapinariae Eroglu, Pinar & Fidan
- Muscari salah-eidii Hosni
- Muscari sandrasicum Karlén
- Muscari savranii Uysal & Dogu
- Muscari serpentinicum Yıldırım, Altioglu & Pirhan
- Muscari sintenisii Freyn
- Muscari sivrihisardaghlarense Yıld. & B.Selvi
- Muscari spreitzenhoferi Vierh.
- Muscari stenanthum Freyn
- Muscari tabrizianum Böhnert
- Muscari tauricum Demirci, Özhatay & E.Kaya
- Muscari tavoricum Ravenna
- Muscari tenuiflorum Tausch
- Muscari tijtijense Böhnert
- Muscari turcicum Uysal, Ertugrul & Dural
- Muscari tuzgoluense Yıld.
- Muscari vanense Uysal
- Muscari vuralii Bagci & Dogu
- Muscari wallii Rech.f.
- Muscari weissii Freyn

### Alcune specie

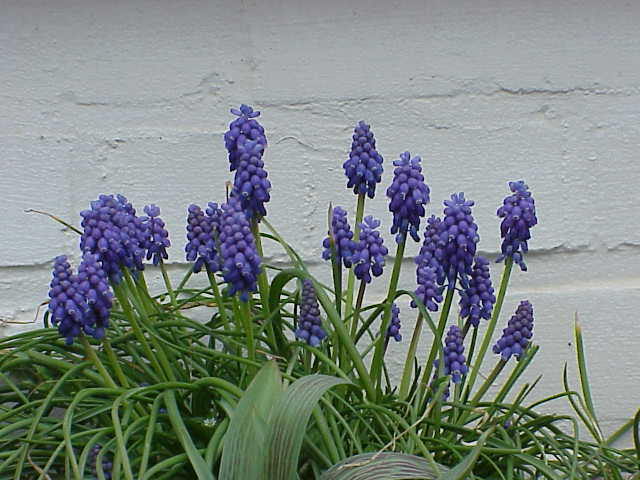
Muscari armeniacum
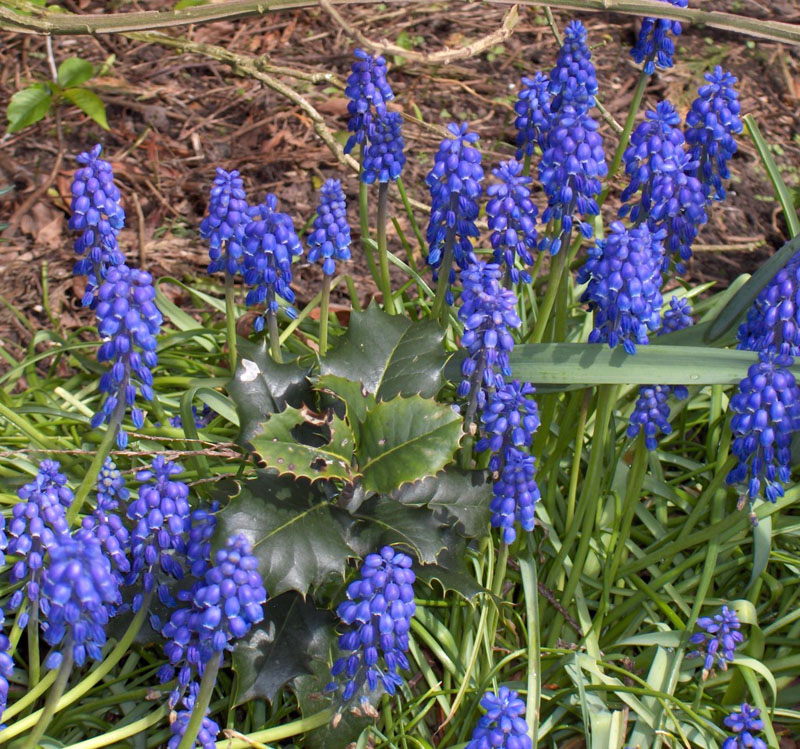
Muscari botryoides
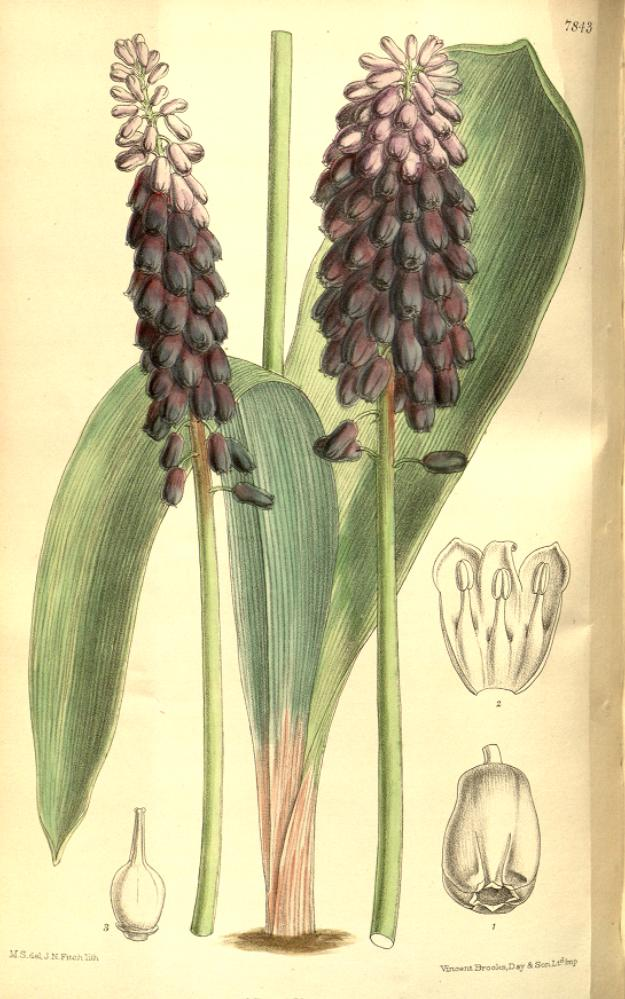
Muscari latifolium
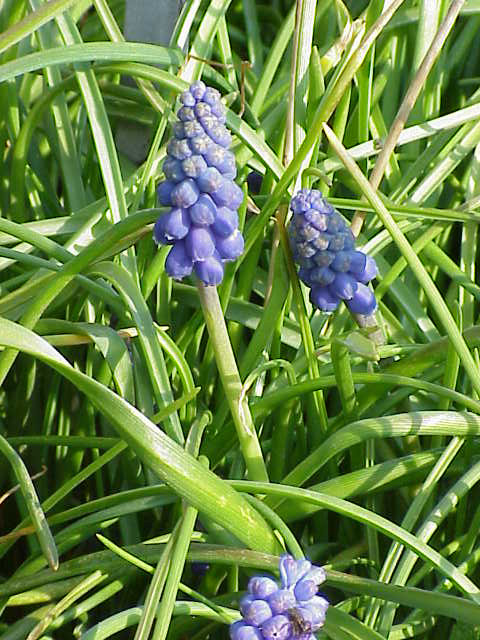
Muscari neglectum

## Usi
- Viene coltivata come pianta ornamentale nei giardini per ottenere macchie di colore[3].
- In Friuli Venezia Giulia l'infiorescenza viene usata per dipingere il guscio delle uova sode in occasione delle festività pasquali. Nell'area fra i fiumi Isonzo e Timavo (Bisiacaria) la pianta viene chiamata con il nome dialettale "pituraovi", che significa "dipingiuova".